# 우륵대
우륵대(于勒臺)

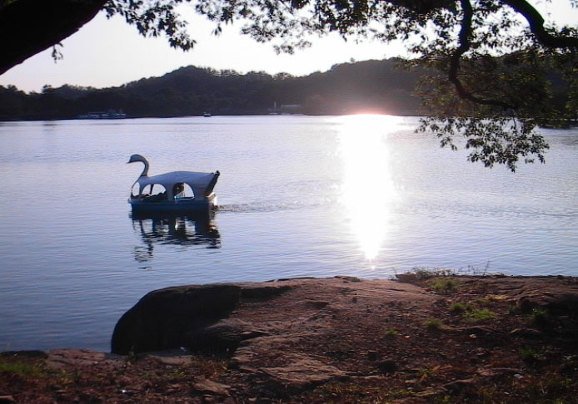
청풍 성열현인 악성 우륵 의림지 탄금처 우륵대 석양과 오리배 유영의 여가선용

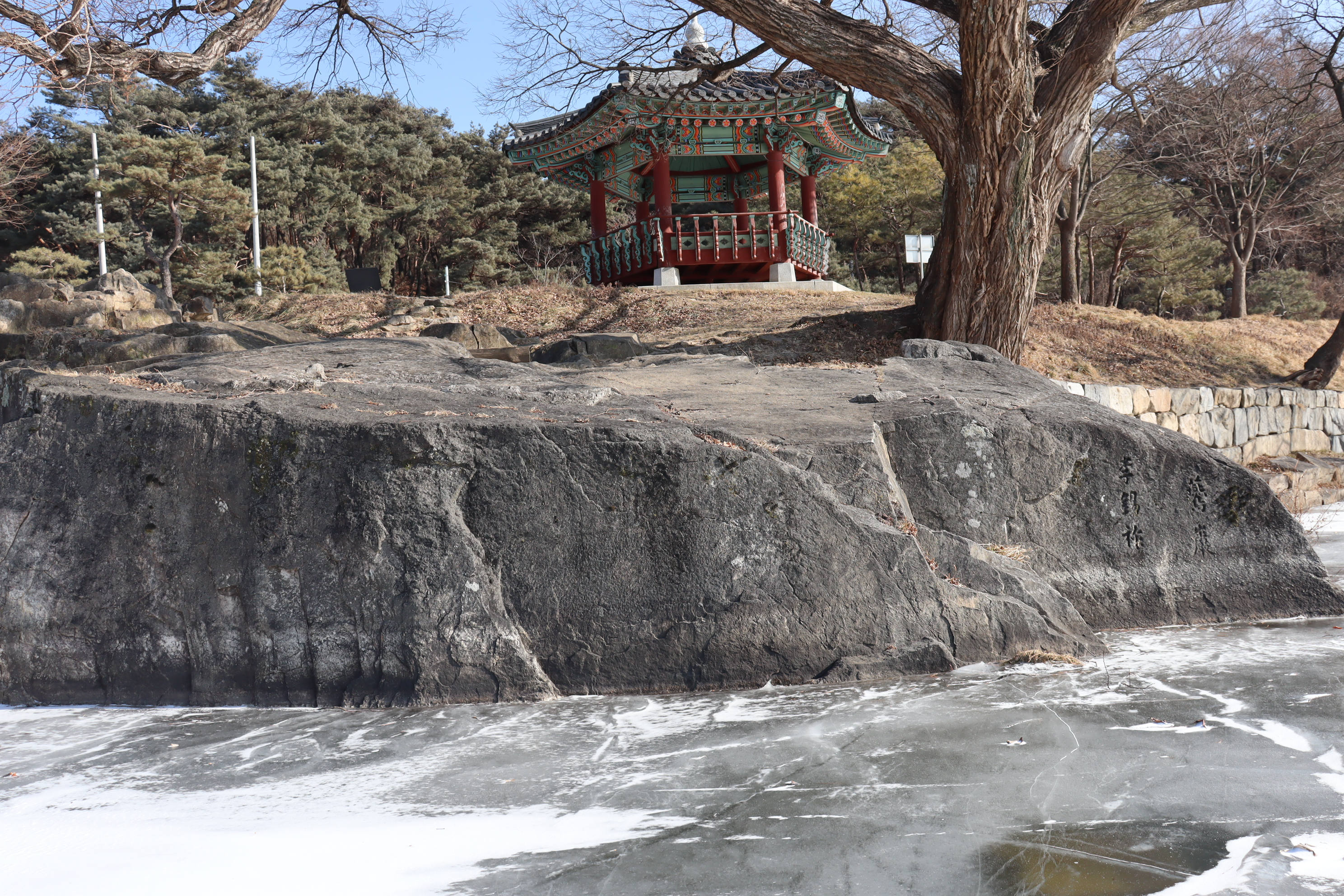
청풍 성열현인 악성 우륵 의림지 탄금처 우륵대 호수면 전경

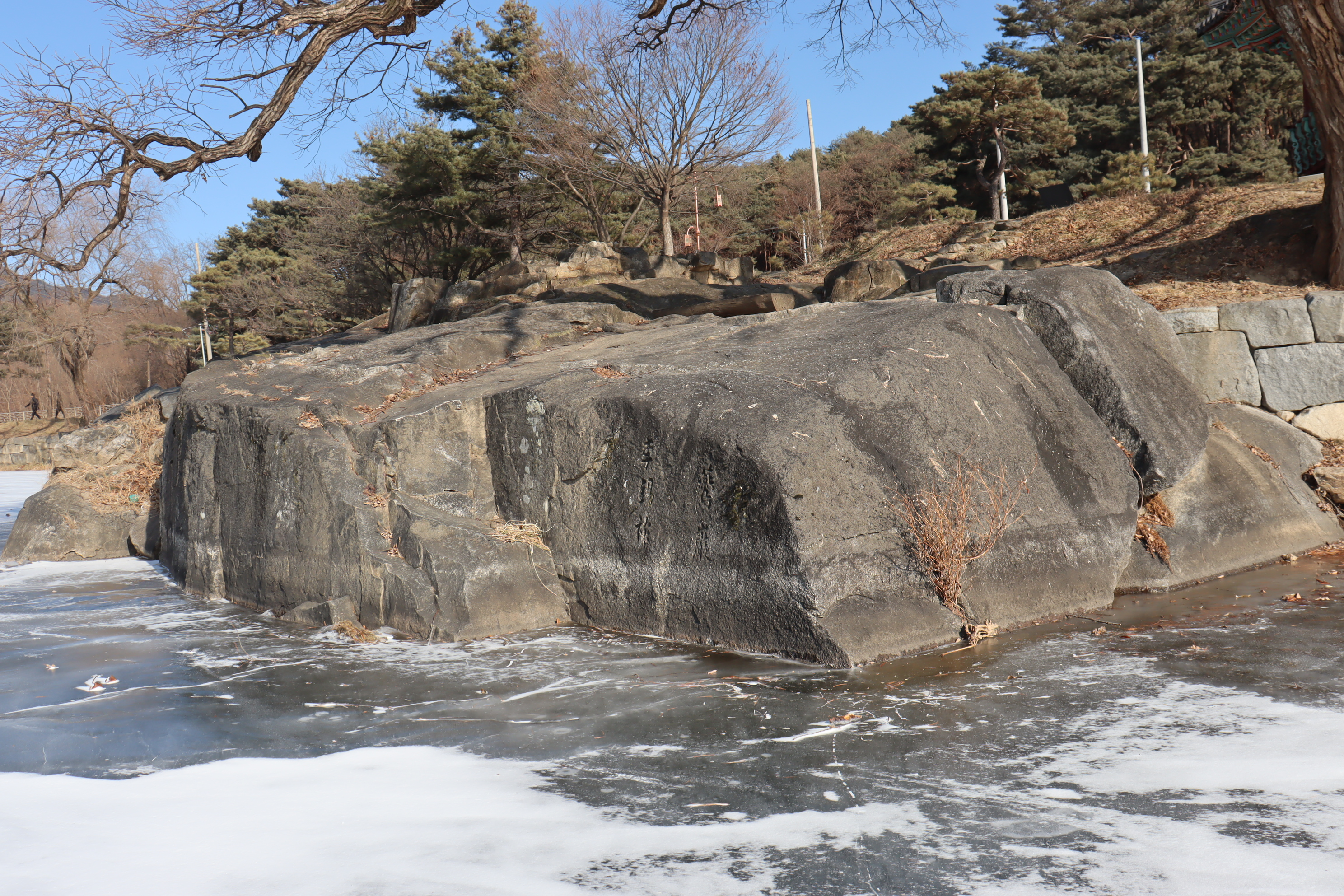
청풍 성열현인 악성 우륵 의림지 탄금처 우륵대 호수면 자연대석

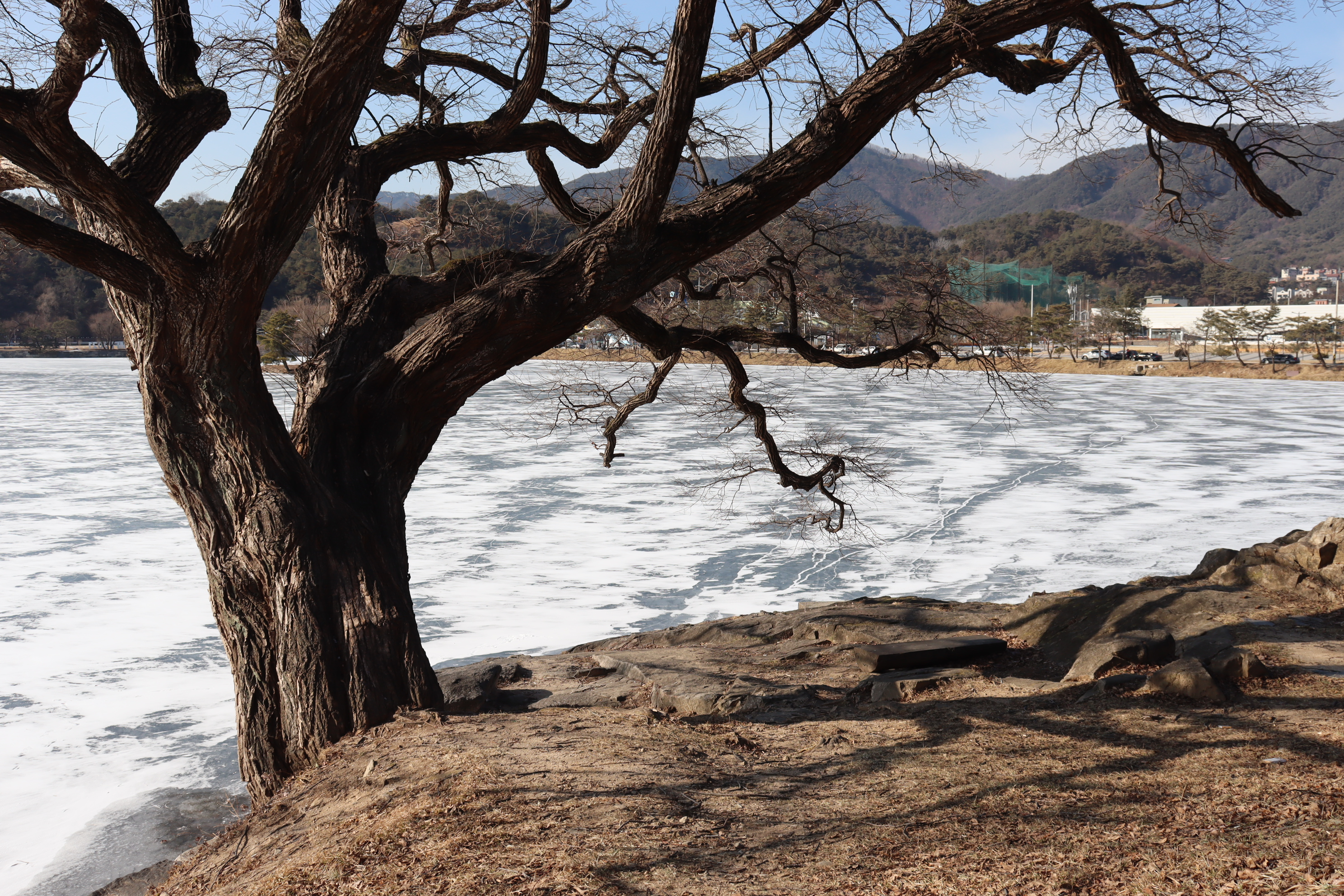
청풍 성열현인 악성 우륵 의림지 탄금처 우륵대와 버드나무

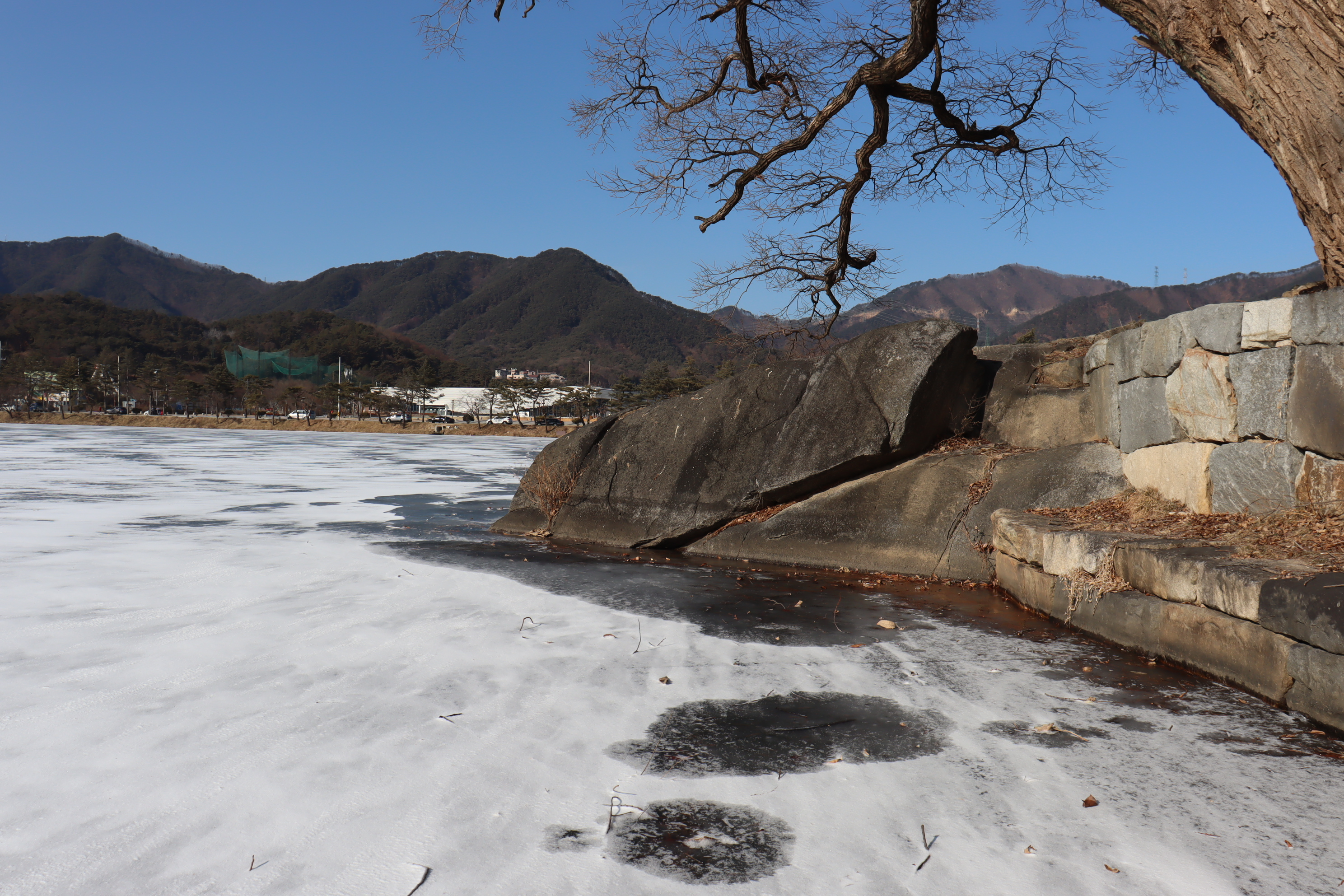
청풍 성열현인 악성 우륵 의림지 탄금처 우륵대와 동한기 우륵호 빙판의 전경

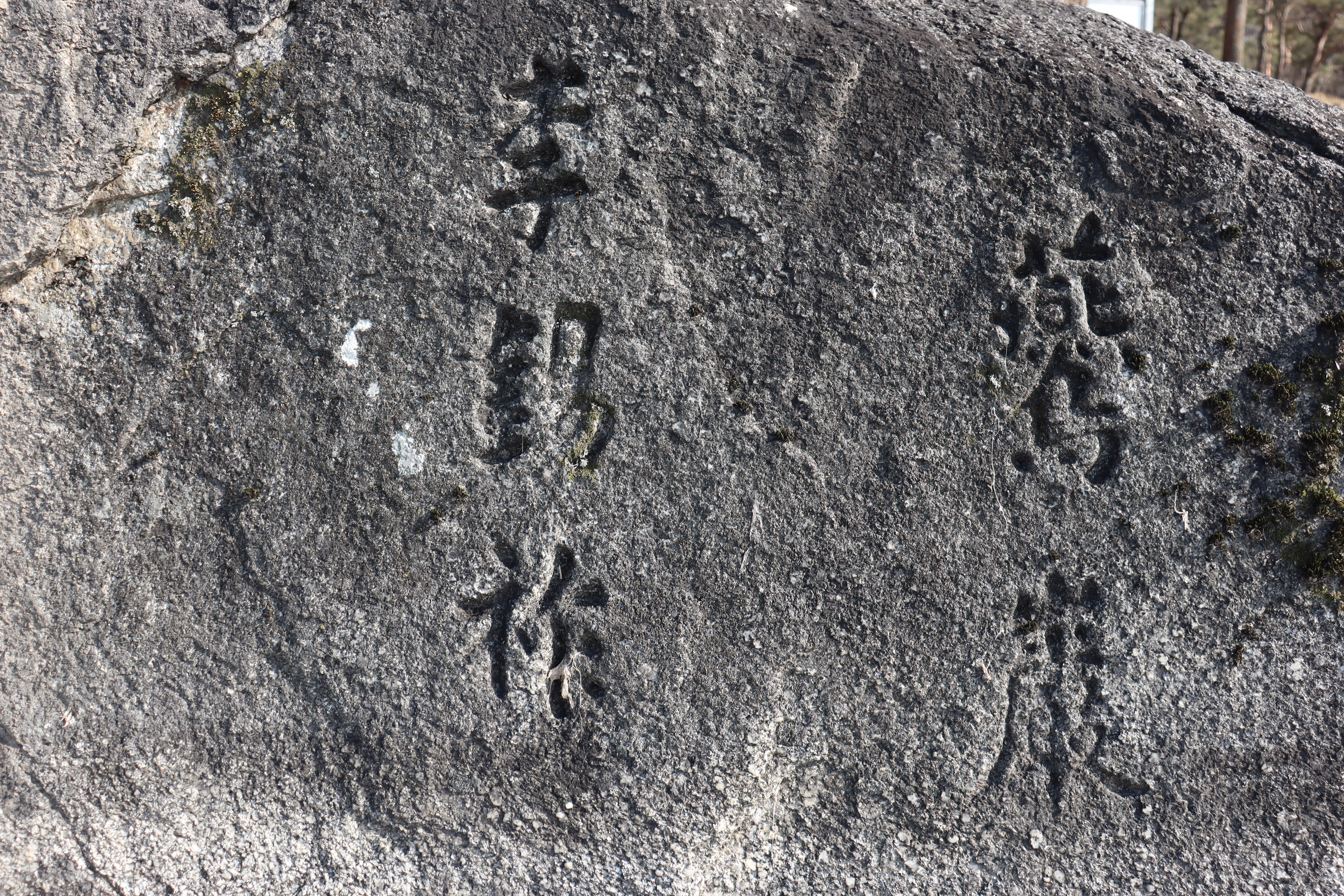
청풍 성열현인 악성 우륵 의림지 탄금처 우륵대에 각자한 이석조의 연암

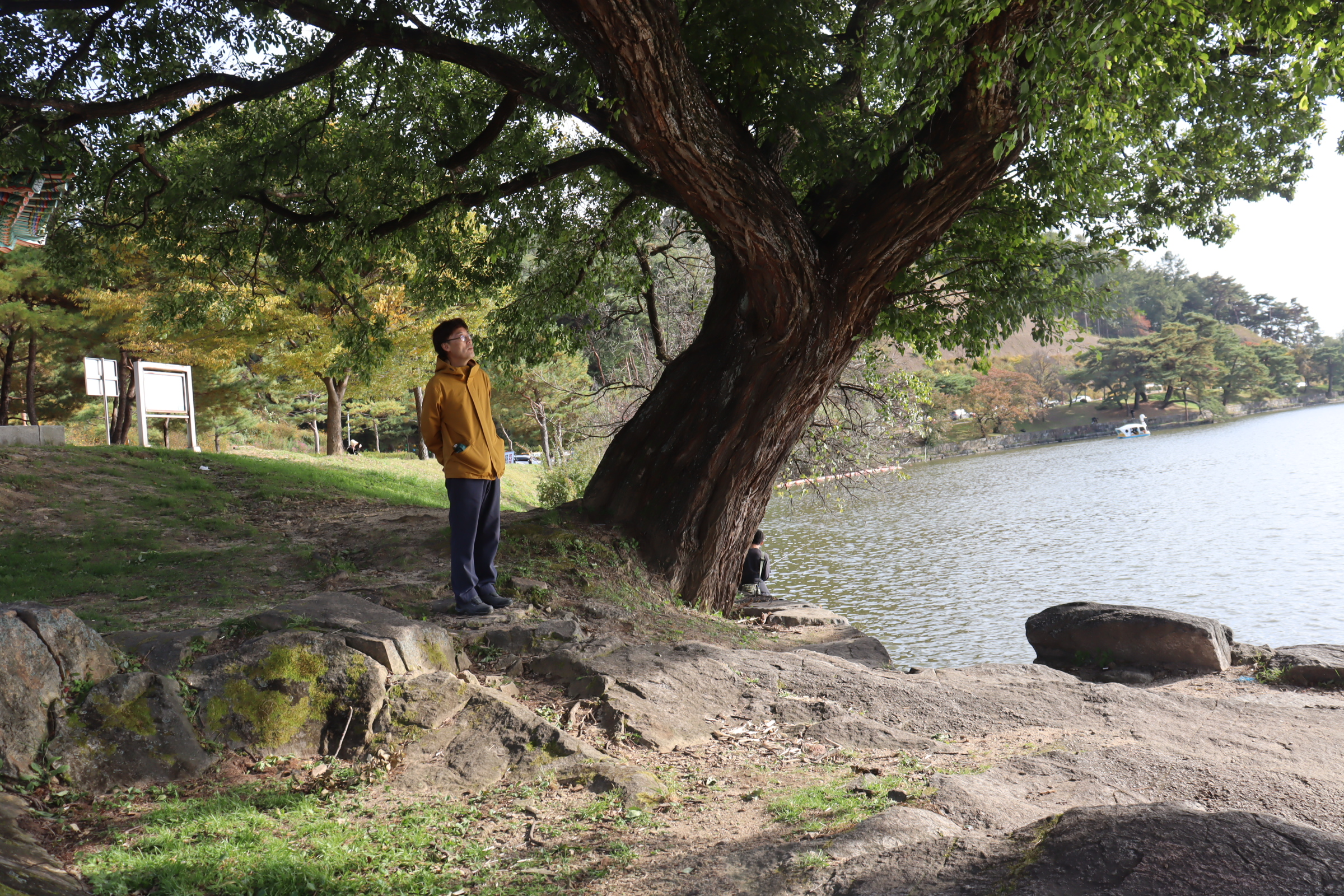
청풍 성열현인 악성 우륵 의림지 탄금처 우륵대에서 본 의림지

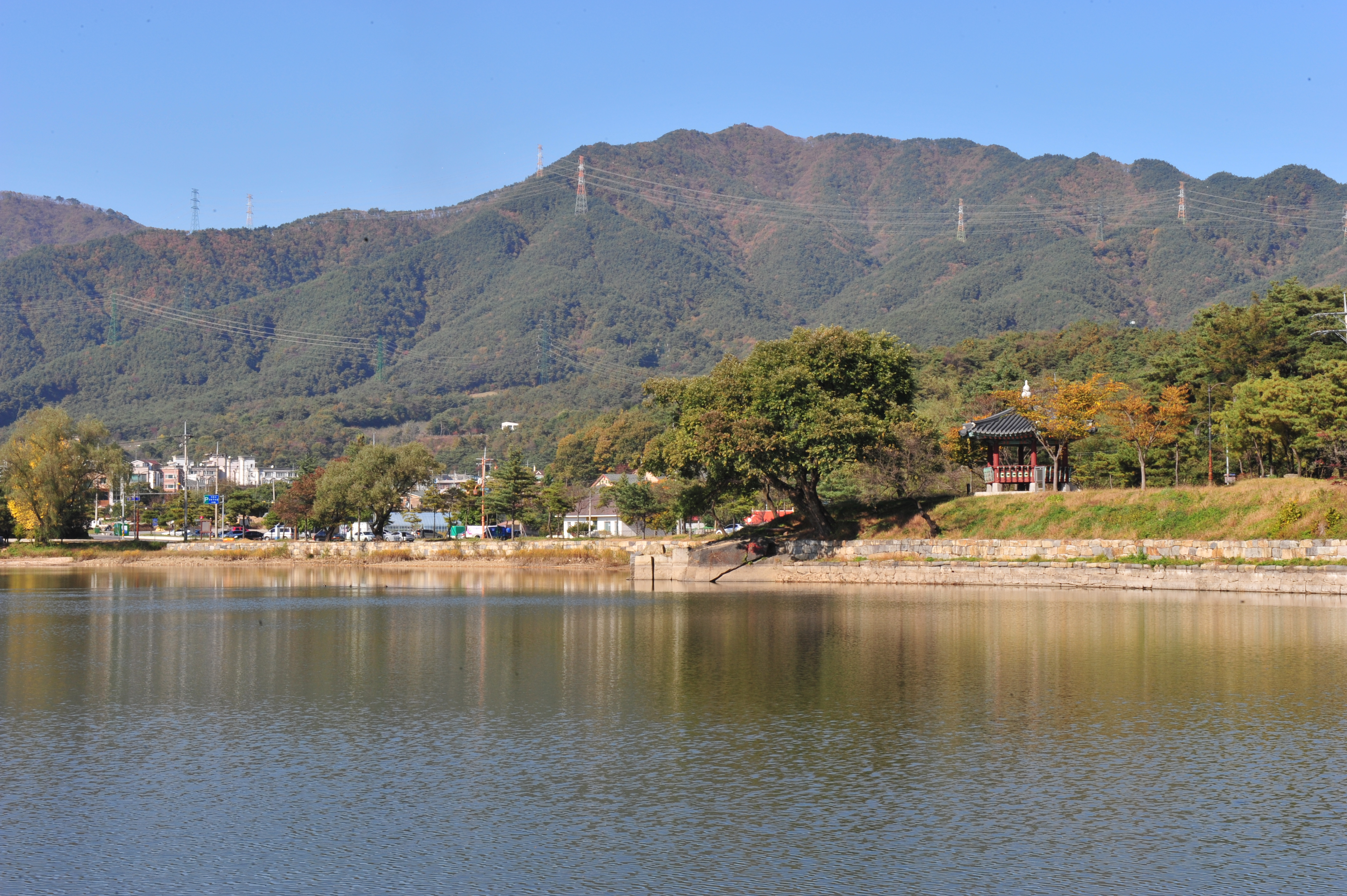
청풍 성열현인 악성 우륵 의림지 탄금처 우륵대 원경

◼청풍 성열현인 악성 우륵은 삼한시대 사력(沙礫)의 제방을 부엽공법(敷葉工法)으로 대축제(大築堤)하고 관개수리에 혁혁한 공을 세우면서 우륵동에 거주하면서 호반을 소요하면서 12현금을 탄금(彈琴)한 자연대석의 유적이다.

## 위치
◼의림지 제방에서 동북쪽으로 호반에 있는 자연대석은 순주섬에서 정동쪽으로 우륵정(于勒亭) 바로 아래 호숫가에 자리하여 석양에 호수면이 드리운 풍광이 수려하다.

## 유래
◼우륵은 552년 대축제한 임지(林池)를 소요하면서 12현금을 탄금한 우륵대(于勒臺)의 별칭은 연암(燕巖)ㆍ연암(鷰巖)ㆍ제비바위ㆍ연자바위, 용바위 등으로 불렸다.

○첫째, 박수검(朴守儉)의 《임호집(林湖集)》에, ‘1695년 중양절 우륵대(于勒臺)에 올라(乙亥九九 登于勒臺)라는 제영에서 우륵대(于勒臺)는 신선바위와 용이 엎드린 바위로 불렸다.
- 박수검의 을해년 9월 9일 우륵대에 올라(乙亥九九 登于勒臺)

暇日仙臺上,  한가한 날에 선대에 오르니,
憑虛瞰綠池.  빈터에 의지하여 푸른 연못을 바라보네.
水深龍臥宅,  호수가 깊은 와룡의 집이요,
松老鶴棲枝.  노송의 가지에 학이 깃드네.
白酒黃花節,  누런 국화의 절기에 백주를 마시며,
空山落照時.  공산에 때맞추어 낙조일세.
良辰足可惜,  좋은 시절에 가히 아끼며 만족하니,
歌月醉歸遲.  달빛에서 노래에 취하여 늦게 돌아오네.

특히 박수검의 시구에서 우륵대(于勒臺)는 선대(仙臺)로 칭하여 우륵선인(于勒仙人)을 추앙했다.

○둘째, 《한국지명총람》에, “우륵대(于勒臺)는 돌봉 남쪽에 있는 대.”는 지리적으로 우륵산(于勒山) 정상에서 서쪽으로 호반에 있는 우륵대(于勒臺)를 말한 것이 정석이다.

○셋째, 《호서읍지》에, “연암(燕巖)은 의림지 동북쪽 모퉁이에 있다. 속전에 우륵(于勒)이 탄금한 바위라고 한다.”라는 제비바위는 곧 우륵대(于勒臺)의 별칭이다.

○넷째, 우륵대(于勒臺) 위에 기생 집이 살면서 용바위를 따온 용바위 기생집 터, 연자바위를 따온 연자옥 기생집 터, 어부가 살면서 고깃배 터 등으로 불렸다.

## 현황 및 규모
◼우륵대(于勒臺) 바위 상단에 콘크리트를 타설하여 평면을 만들어 쉼터로 조성한 것은 철거하여 본래의 자연상태로 원상회복하였다.
◼우륵대(于勒臺)는 반달형의 돌출된 약간 경사진 바위의 높이는 2.2-2.8m이며, 바위의 상단에 앉아서 탄금할 수 있는 평면적은 약 32㎡이다.
◼우륵대(于勒臺)는 호수 방면으로 바위 면에 이석조(李錫祚)의 ‘연암(鷰巖)’ 암각자를 새겼다.
◼우륵대(于勒臺) 주변에는 우륵정이 연계하며, 수백 여년 수령의 버드나무가 바위를 드리고 있다.
◼우륵대(于勒臺) 위에 호반에는 안내판을 세워서 우륵이 탄금한 명소를 알리고 있다.

## 의의
◼청풍 성열현인 악성 우륵은 모선(茅仙)으로 추앙한 선인(仙人)으로 선대(仙臺)로 칭한 우륵대(于勒臺)에 앉아서 호수를 바라보면서 12세시의 농경음악을 탄금한 관개수리의 제언과 부합한 명소로 가치를 지닌다.

1. ↑  《林湖集卷之一》
2. ↑  柳今烈,《義林池總覽(上)》, 내제문화연구회, 2020. p. 707.
3. ↑  한글학회,《한국지명총람3(충북편)》, 1970, 선일인쇄사, p. 391.
4. ↑  《湖西邑誌》燕巖在義林池東北隅俗傳于勒彈琴之石.
5. ↑  柳今烈,〈樂聖 于勒과 義林池〉《奈堤文化 第11輯》, 내제문화연구회, 1999, pp. 364-370.